# Grandi felini britannici

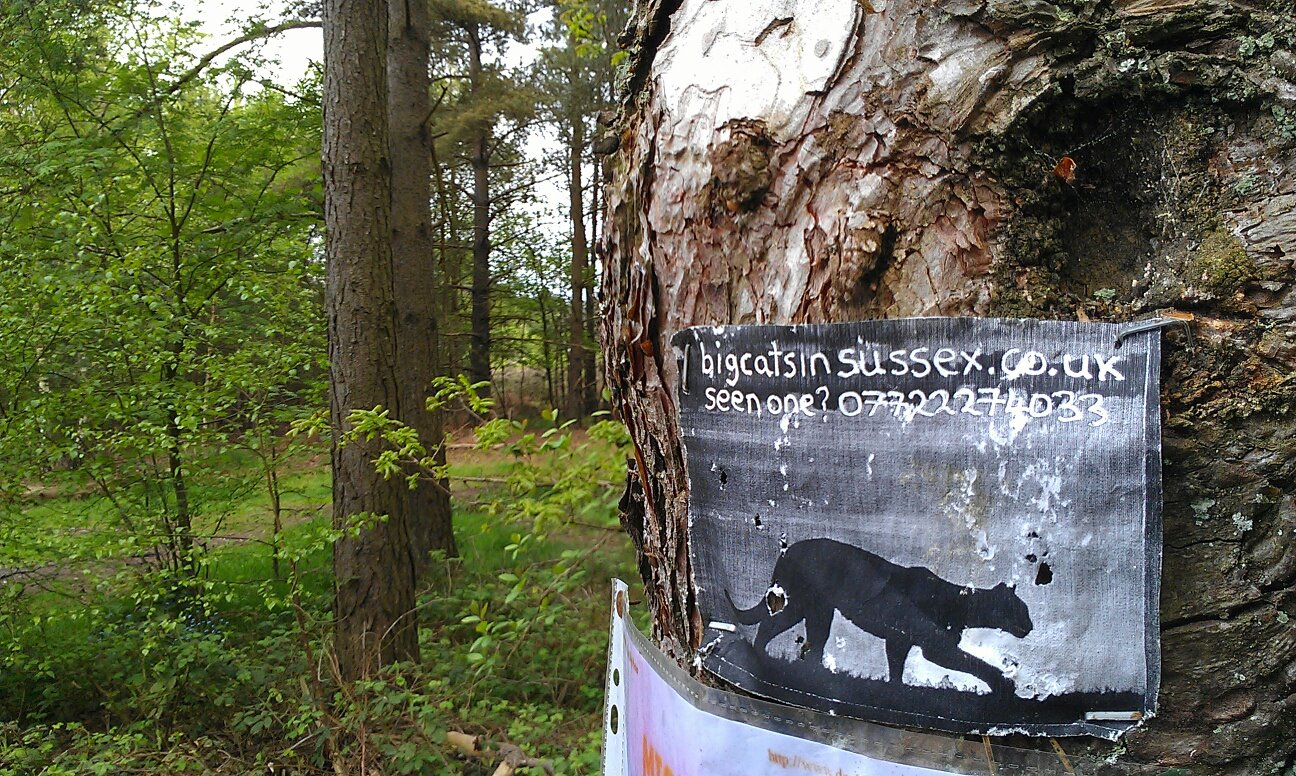
Un cartello con la richiesta di informazioni sui felini nel West Sussex.

I grandi felini britannici, noti anche come ABC (dall'inglese Alien, o Anomalous, Big Cats), gatti fantasma e gatti del mistero, sono felini  che pur non essendo nativi della Gran Bretagna sono stati avvistati nelle campagne inglesi. Coloro che li hanno avvistati li descrivono come pantere nere, puma, o grossi gatti neri. La loro esistenza non è provata, ma esistono numerose teorie su come questi animali abbiano potuto raggiungere la Gran Bretagna. Secondo alcuni si tratta di animali rimessi in libertà dopo l'entrata in vigore del Dangerous Wild Animals Act (una legge che regola il possesso di animali pericolosi) del 1976, oppure di animali sopravvissuti alle glaciazioni.

## Avvistamenti

### Primi avvistamenti
Nel 1760 il grande scrittore William Cobbett nel suo Rural Rides ricorda come da ragazzo avesse visto un gatto grande come uno Spaniel di medie dimensioni saltare su un olmo vicino alle rovine dell'abbazia di Waverley  a Farnham nel Surrey; in seguito, a Nuovo Brunswick, vide una lince canadese che gli sembrò simile al gatto visto in precedenza.
Un altro vecchio rapporto circa l'avvistamento di una lince è stato trovato da David Walker del Times nel 1827 .
Prima ancora, la poesia gallese medievale Pa Gwr, contenuta nel Libro nero di Carmarthen, parla di un Cath Palug (gatto che graffia), un gatto che vaga nell'isola di Anglesey fino a quando non viene ucciso dal cavaliere Cei. Nelle Triadi gallesi è descritto come progenie della mostruosa scrofa Henwen.

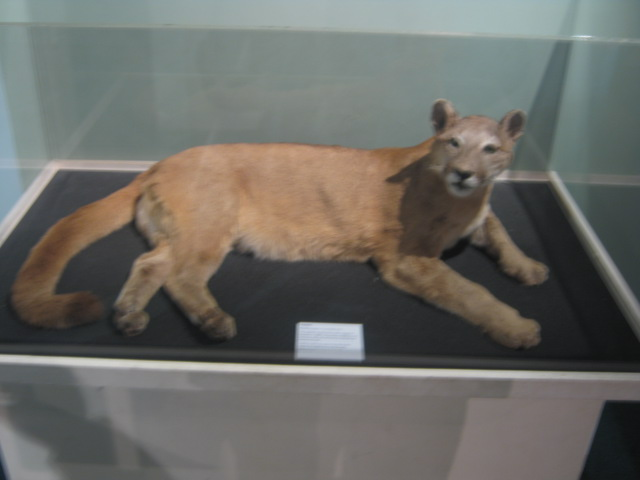
Questo Puma è stato catturato in natura, nell'Inverness-shire, in Scozia nel 1980. Si ritiene che fosse un animale abbandonato. Visse il resto della sua vita in uno zoo, dopodiché fu imbalsamato ed esposto nel Museo di Inverness.

### Catture e testimonianze
Una lince canadese abbattuta nel Devon nel 1903 è ora nella collezione del Museo di Bristol. L'analisi dei denti suggerisce che prima della sua morte, aveva trascorso una notevole quantità di tempo in cattività.
Nel 1980 un puma è stato catturato nell'Inverness-shire, in Scozia. La cattura avvenne in seguito a diversi anni di avvistamenti nella zona di un felino la cui descrizione corrispose a quello catturato. Si ritiene che il puma in questione fosse un animale domestico abbandonato. Il puma è stato successivamente ribattezzato Felicity ed affidato ad uno zoo. Una volta morto è stato imbalsamato ed esposto nel Museo di Inverness.
Nel 1989 un gatto della giungla è stato trovato sul ciglio della strada nello Shropshire dopo essere stato investito da una macchina.
Nel 1991 una lince eurasiatica è stata abbattuta vicino a Norwich, nel Norfolk. Aveva ucciso circa 15 pecore nel giro di due settimane. La storia è emersa solo nel 2003, e il corpo imbalsamato della lince è presumibilmente ora in possesso di un collezionista nel Suffolk. Per molti anni questo incidente è stato considerato una bufala, in particolare dalla comunità dei cacciatori, ma nel marzo 2006 una relazione della polizia ha confermato la veridicità del caso. Probabilmente era fuggita da un allevamento di animali nella zona.
Nel 1993 un leopardo è stato abbattuto nell'Isola di Wight dopo aver ucciso diversi polli e anatre.
Secondo alcune segnalazioni nel 1993 ancora un altro puma è stato catturato in Scozia, questa volta nella zona di Aviemore.
Nel 2001 un'altra lince è stata catturata viva a Cricklewood, a nord di Londra. La lince era molto più grande di un gatto domestico medio. La lince è stata affidata ad uno zoo di Londra e le è stato dato il nome di "Lara", prima che fosse trasferita in un zoo in Francia. La lince al momento della cattura aveva solo 18 mesi.

### Prove video e fotografie
Nel 1994 un grosso gatto nero è stato immortalato nel Cambridgeshire ed è stato soprannominato dai media Fen Tiger (tigre della palude).
Nel 2004 è stato registrato un filmato di un grosso felino nero nei pressi di una fattoria nello Shropshire. L'animale era stato avvistato dagli agricoltori in numerose occasioni.
Nel giugno 2006 un grosso gatto nero è stato immortalato nelle campagne di Banff, nell'Aberdeenshire. Il filmato dell'animale è stato trasmesso dalla BBC il 24 maggio 2007.
Nel luglio 2009, è stato fotografato e filmato un grande gatto nero da un ufficiale di polizia del Ministero della Difesa fuori servizio. L'animale stava camminando lungo una linea ferroviaria ad Helensburgh, nell'Argyll. Erano già stati segnalati prima nella zona alcuni grandi gatti, sia neri che marrone chiaro.
Alla fine del 2009 è stato registrato un video di un grande gatto nero nello Herefordshire. L'avvistamento e le riprese video del presunto felino coincisero con un gran numero di uccisioni di pecore nella stessa area.
Nel 2010 è stato registrato un video di un grande gatto nero a Stroud, nel Gloucestershire. Alcuni esperti hanno stimato che la creatura era almeno un metro e mezzo di lunghezza dal naso alla coda.
Nel 2011 una famiglia che passeggiava nel bosco di Fochabers, nell'Inverness-shire, ha fotografato un grosso gatto nero che corrispondeva alla descrizione di un giaguaro.

### Attacchi
Nel 2000, un ragazzo di 11 anni nel Monmouthshire è stato attaccato da un presunto grosso gatto nero. L'animale gli ha lasciato cinque segni di artigli lungo tutta la guancia sinistra. La polizia convocò un grande esperto di felini per indagare sull'incidente.
Nel 2005 un uomo che viveva a Sydenham Park, a sud-est di Londra, è stato aggredito nel suo giardino affacciato su una linea ferroviaria. L'uomo che era alto circa 1,80 m e pesava 95 chili, ha descritto il gatto come una grande figura nera che si era avventata su di lui con una forza molto superiore alla sua. Ha riportato graffi su tutto il corpo. La polizia è stata chiamata sul posto, e secondo la BBC, un ufficiale di polizia ha visto un gatto delle dimensioni di un cane Labrador.

### Prove del DNA
Ci sono pareri contrastanti sul DNA utilizzato come prova per l'esistenza dei grandi felini in Gran Bretagna.
Nel 2011 il Centre for Fortean Zoology (che si occupa di criptozoologia) ha comunicato il risultato di un test del DNA effettuato dalla Durham University su alcuni peli ritrovati nel nord-Devon, il quale avrebbe dimostrato che un leopardo viveva nell'area. Nel 2012 è stato annunciato che un test del DNA effettuato su due carcasse di cervo trovate nel Gloucestershire  ha identificato esclusivamente DNA di volpe, nonostante molte segnalazione e avvistamenti dei locali, convinti che il cervo fosse stato ucciso da un grosso felino.

### Avvistamenti
Il gruppo di ricerca Big Cats in Britain ha pubblicato il numero di segnalazioni e avvistamenti all'anno per contea. Le prime dieci contee o regioni della Gran Bretagna tra aprile 2004 e luglio 2005 sono state:
| Area                   | Devon | Yorks | Scozia | Galles | Gloucs | Sussex | Cornovaglia | Kent | Somerset | Leics |
| Numero di avvistamenti | 132   | 127   | 125    | 123    | 104    | 103    | 99          | 92   | 91       | 89    |

Le specie che sono state notate solo occasionalmente sono: il gatto leopardo, che ha le dimensioni di un gatto domestico ma ha macchie come quelle del leopardo; il leopardo nebuloso, una specie tipica proveniente dai tropici, di cui un esemplare è stato catturato nel 1975, dopo aver vissuto allo stato brado nel Kent; infine ci sono stati anche casi straordinari di leoni segnalati nel Devon e nel Somerset.
Nel mese di agosto 2012 ci sono stati diversi avvistamenti di un leone nei pressi di St. Osyth nell'Essex. La polizia ha setacciato l'area utilizzando elicotteri e telecamere a infrarossi, consigliando ai residenti di rimanere nelle loro case. Nonostante inizialmente si pensasse che il leone fosse fuggito dallo zoo di Colchester o da un circo locale, nessuno degli animali appartenenti a queste strutture mancava all'appello. La ricerca è stata archiviata il giorno dopo, senza che alcun leone fosse stato trovato. Un residente locale ha affermato che una presunta foto dell'animale ritraeva il loro gatto, un grosso Maine Coon.
Per diversi anni in tutto il Sussex, ma anche a Brighton and Hove, ci sono state segnalazioni di un felino, noto come The Beast of Bevendean (La Bestia di Bevendean). Nel 2012, un regista locale aveva previsto di realizzare un film d'azione-avventura, dal titolo Dark Roar, su due ragazzini di undici anni che intraprendono una spedizione per intrappolare la creatura.

## Segnalazioni sugli avvistamenti dei grandi felini britannici
L'attuale interesse per gli avvistamenti di grandi felini sembrano risalire alla fine del 1950, grazie ai racconti sul "Puma del Surrey" e sulla Fen Tiger. Nel 1963 il "ghepardo di Shooters Hill" è stato avvistato in quella zona di Londra, e nel 1964 avvistamenti simili provennero dal Norfolk Nel 1970 si registrarono diversi avvistamenti in tutto il paese. Per esempio dal Devon al Somerset è stata segnalata la Bestia di Exmoor e si dice che la "pantera di Sheppey" esiste da quel decennio. Nel 1980 è arrivata la prima segnalazione dalla Scozia: il Gatto di Kellas è stato fotografato lì nel 1984.
A partire dal 1992 l'interesse per i gatti fantasma è stato accresciuto da i racconti sulla "Bestia di Bodmin", e sul puma del Dumfries e Galloway (il cosiddetto puma di Galloway). Una grande pantera nera conosciuta come "la bestia di Dartmoor" è stata avvistata nella foresta di Haldon da un gruppo di quindici persone nell'estate del 2011. Sono state riportate molte altre notizie di avvistamenti provenienti da diverse parti del paese.
Nei primi mesi del 2011, sono stati registrati un gran numero di avvistamenti di una pantera a Shotts, nel North Lanarkshire, che, riprese dalla stampa locale, hanno provocato scompiglio fra la popolazione. Dopo un paio di mesi queste segnalazioni cessarono con il presupposto che la pantera si era spostata verso in un'altra area.
Uno dei rapporti più recenti riguarda il ruggito di un leone udito nell'Essex durante l'estate del 2012. Inizialmente fu avvistato in un caravan park, in seguito venne sentito ruggire anche nella zona circostante. Un testimone ha scattato una fotografia. La polizia ha consigliato ai residenti di rimanere in casa ed ha effettuato una ricerca nel territorio, ma non è stato trovato nulla. Sono stati contattati zoo locali e circhi, ma nessuno ha segnalato un leone fuggito. Una certa signora Murphy dichiarò in seguito che la fotografia era quella del suo gatto Maine Coon, Teddy.
Nel 2013, in un piccolo villaggio al confine fra Shropshire e Wrexham, due sorelle hanno riferito di aver visto un felino grande e nero scavalcare una recinzione con un salto di tre metri e scomparire in un campo vicino. Hanno poi scoperto una grande tana e delle impronte di una zampa troppo grandi per appartenere a un gatto addomesticato. Un certo signor Larkham, ex proprietario del Chester zoo e del Dudley zoo, ha accertato che le impronte non appartengono a un gatto addomesticato, ma sono troppo piccole per essere quelle di una pantera. Quest'ultimo ha ritenuto che poteva trattarsi di un discendente del gatto della giungla di Shropshire (del 1980), o di un gigantesco gatto domestico.

## Il grosso gatto di Cotswolds
Con "grosso gatto di Cotswolds" si intende un presunto grande felino, o in generale tutti i grossi felini avvistati nella regione inglese di Cotswolds.
Il 12 gennaio 2012 nel parco di Woodchester un passante ha trovato la carcassa di un capriolo, con lesioni che suggerivano che l'animale poteva essere stato sbranato da un grande felino.
Una carcassa di cervo con le stesse caratteristiche è stata ritrovata il 16 gennaio 2012.
Un'analisi delle carcasse effettuata dagli scienziati dell'Università di Warwick, ha però indicato solamente la presenza del DNA di volpi e altri cervi.

## Coinvolgimento del Governo
Nel 1988, il Ministero dell'Agricoltura ha preso l'insolita iniziativa di inviare i Royal Marines per effettuare una massiccia ricerca della fantomatica Bestia di Exmoor, dopo un aumento del numero dei capi di bestiame misteriosamente uccisi, e a seguito delle lamentele degli agricoltori per la perdita di denaro. Diversi Marines hanno affermato di aver visto il felino di sfuggita, ma non è stato ritrovato nient'altro che una volpe. Il Dipartimento per l'Ambiente, l'Alimentazione e gli Affari Rurali ha pubblicato un elenco di felini predatori fuggiti in varie parti del Regno Unito, anche se un gran numero di questi è stato ricatturato.

## Spiegazione mitologica
Per molte centinaia di anni il mito dello spettrale Cane Nero ha persistito in Gran Bretagna: si tratta di una presunta creatura mitica che apparirebbe nelle brughiere inglesi sotto forma di un grosso cane nero, senza che ci siano prove certe della sua esistenza al di là delle dicerie. È stato suggerito che le storie sui "Gatti Neri" non siano altro che una moderna continuazione di questi miti e racconti, dal momento che ne condividono gli stessi elementi. Ma l'idea obsoleta di una causa sovrannaturale per questi avvistamenti, che oggi sarebbe poco credibile, è stata soppiantata dalla più plausibile idea di un animale selvatico scappato o lasciato in qualche modo libero. Inoltre tutte le storie di grandi felini condividono molte caratteristiche adatte ai tabloid, che in quanto tali portano alla vasta diffusione di qualsiasi notizia sull'argomento, e alla potenziale e ulteriormente rapida diffusione di ogni speculazione o presunta prova a favore di questo, contribuendo a costruire una diffusa leggenda metropolitana.